# Paíto
Martinho Martins Mukana, meglio conosciuto come Paíto (Maputo, 5 luglio 1982), è un ex calciatore mozambicano, di ruolo difensore.

## Carriera

### Club
Durante la sua carriera ha giocato con varie squadre di club, tra cui anche lo Sporting Lisbona, con cui conta 24 presenze.

### Nazionale
Conta numerose presenze con la Nazionale mozambicana.

## Palmarès

### Club

#### Competizioni nazionali
- Coppa Svizzera: 1

Sion: 2008-2009